# Jean-Joachim Pellenc
Pour les articles homonymes, voir Pellenc.
 (juillet 2011).
Si vous disposez d'ouvrages ou d'articles de référence ou si vous connaissez des sites web de qualité traitant du thème abordé ici, merci de compléter l'article en donnant les références utiles à sa vérifiabilité et en les liant à la section « Notes et références ».
Jean-Joachim Pellenc, né à Cereste le 25 mai 1751 et mort à Paris le 11 mai 1833, est un diplomate français.

## Biographie
Après avoir été, dans les premiers temps de la Révolution, secrétaire de Mirabeau et rédacteur du  Courrier de Provence, Pellenc émigra et se rendit à Vienne, où il se lia intimement avec Thugut qui recevait une pension du gouvernement révolutionnaire de France. Il y a tout lieu de penser qu’il en fut ainsi de Pellenc, qui fut bientôt initié dans les plus importants secrets de la politique autrichienne. Pendant plusieurs années il fut un agent salarié par la cour d'Autriche, protégé du comte de Thugut qui l'employa comme agent secret.
Ayant conservé des relations avec la France et surtout avec Maret, duc de Bassano, qu’il avait connu à Paris au début de la Révolution, on croit qu’il lui fit savoir des choses de la plus haute importance. La cour de Vienne ayant eu des soupçons, Pellenc fut surveillé avec soin, et il ne tarda pas à concevoir de l’inquiétude. Alors il demanda son retour en France, et n’eut pas de peine à l’obtenir par la protection de Maret.
Il revint à Paris en 1809 et reçut de Napoléon une pension de 12 000 francs. Il fut en même temps employé au ministère des Affaires étrangères, où Talleyrand l’introduisit en qualité de rédacteur ("publiciste"), puis nommé auditeur et censeur impérial.
Tous ces avantages lui furent conservés par la Restauration, qui le nomma, en 1817, l’un des censeurs des journaux. Il se soumit sans hésiter au gouvernement de 1830 et conserva les mêmes traitements. Il a beaucoup écrit dans des brochures politiques et divers journaux, mais sans jamais rien signer.
Décrit comme « sans nul doute un des plus rusés diplomates » de son époque, c’est lui qui, le 25 juillet 1792, rédigea, avec Geoffroy de Limon le manifeste de Brunswick, attribué au duc de Brunswick.
Il est enterré au cimetière du Père-Lachaise (54e division).